# 8 octobre en sport
8 septembre 8 novembre
Chronologies thématiques
- Croisades
- Ferroviaires
- Disney

Le 8 octobre (281e jour de l'année ou le 282e en cas d'année bissextile) en sport.

## Événements

### XIXesiècle
- 1878 :
  - (Baseball) : 2e édition du championnat de baseball de l’International Association (É.-U./Canada). Les Américains de Buffalo sont sacrés champions.
- 1888 :
  - (Golf /Majeur) : en Écosse, sur la 28e édition de l'Open britannique qui se déroule à l'Old Course de St Andrews, victoire de l'Écossais Jack Burns. Et sur la compétition amateur qui se déroule sur le parcours du Prestwick Golf Club, victoire de l'Anglais John Ball.

### XXesièclede1951à2000
- 1961 :
  - (Formule 1) : l'Écossais Innes Ireland remporte la huitième et dernière manche du Championnat du monde de F1 : le Grand Prix des États-Unis sa seule victoire dans une course de Formule 1 comptant pour le championnat du monde malgré un réservoir embouti aux essais. Il s'agit également de la première victoire du Team Lotus en Formule 1. Cette course s'est déroulée en l'absence de la Scuderia Ferrari car, au précédent Grand Prix, en Italie (où Ferrari et Phil Hill décrochèrent les titres de Champion du monde des constructeurs et Champion du monde des pilotes), 14 spectateurs ont péri dans l'accident qui coûta aussi la vie à Wolfgang von Trips.
- 1972 :
  - (Formule 1) : Grand Prix automobile des États-Unis.
- 1977 :
  - (Rallye automobile) : arrivée du Rallye Sanremo.
- 1978 :
  - (Formule 1) : Grand Prix automobile du Canada.
- 1982 :
  - (Rallye automobile) : arrivée du Rallye Sanremo.

- 2000 :

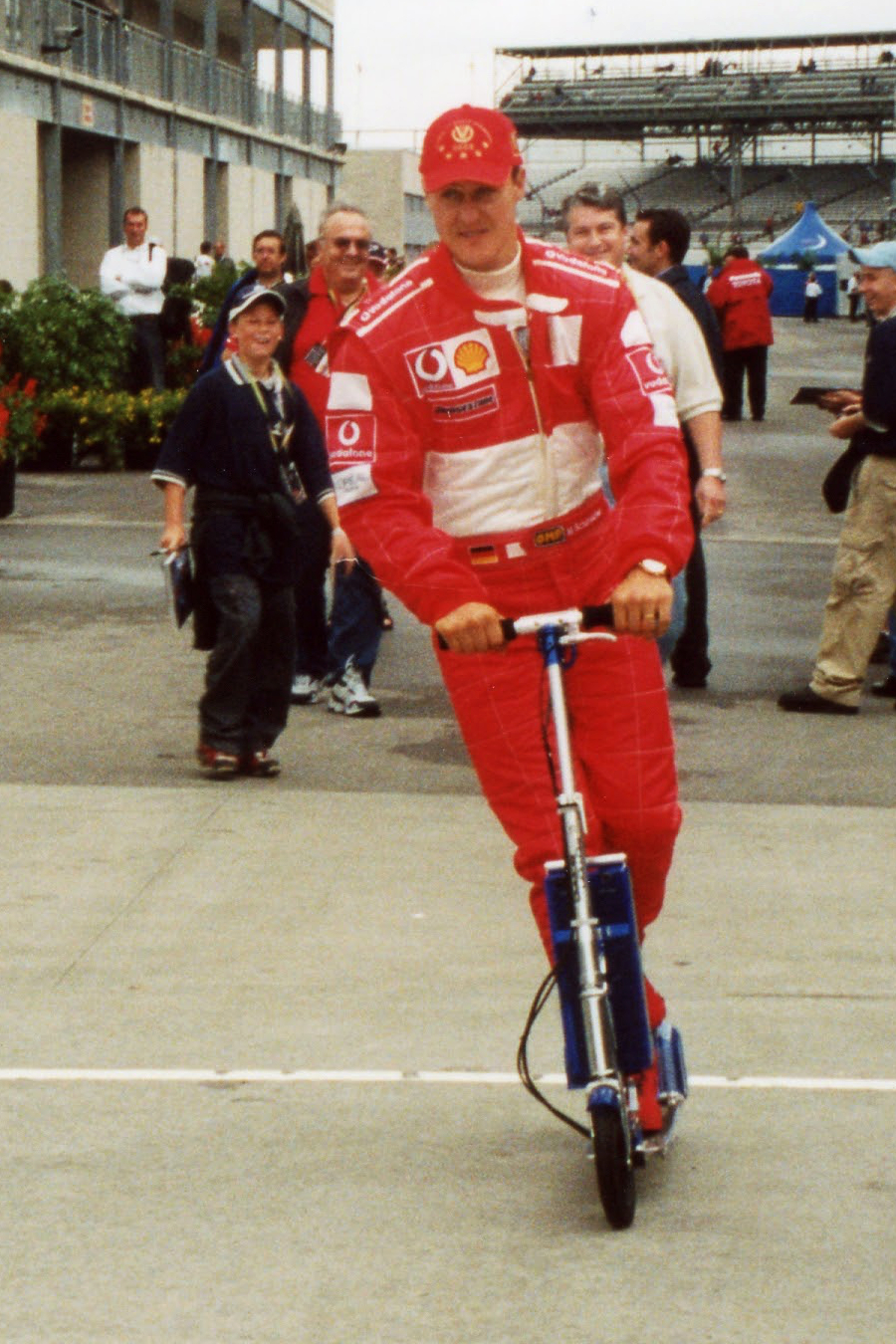
Michael Schumacher.

  - (Formule 1) : l'Allemand Michael Schumacher remporte de main de maître le Grand Prix du Japon, avant-dernière épreuve de la saison qui lui assure un troisième titre mondial, après une lutte intense avec son rival Mika Häkkinen. Il met ainsi fin à 21 d'attente pour la Scuderia Ferrari pour le plus grand bonheur des tifosis.

### XXIesiècle
- 2005 :
  - (Football) : après le match nul contre l'équipe nationale d'Égypte les lions indomptables du Cameroun ont permis à la sélection de Côte d'Ivoire de Didier Drogba de se qualifier pour leur première coupe du monde (Allemagne 2006).
- 2006 :
  - (Formule 1) : l'Espagnol Fernando Alonso profite de l'abandon de son rival l'Allemand Michael Schumacher pour remporter le Grand Prix du Japon, avant-dernière épreuve de la saison. Il lui suffira de marquer un point lors du dernier Grand Prix pour être sacré champion du monde pour la deuxième fois.
- 2015 :
  - (Football) :
    - (Championnat d'Europe) : l'Irlande du Nord et le Portugal se qualifient pour l'Euro 2016 qui se déroulera en France.
    - (FIFA) : la commission d'éthique suspend Sepp Blatter, reconnu coupable de «gestion déloyale et abus de confiance», mais aussi Michel Platini pour 90 jours. Une situation qui vaut aussi pour Jérôme Valcke, secrétaire général de la Fifa, déjà suspendu de ses fonctions.
- 2016 :
  - (Football /Coupe du monde de football) : 3e partie de la 2e journée des Éliminatoires de la Coupe du monde de football 2018 de la zone Europe puis 1er match de la 1re journée des Éliminatoires de la Coupe du monde de football 2018 de la zone Afrique.
  - (Rugby à XV /The Rugby Championship) : déjà assurée de remporter l'édition 2016 du Championship, la Nouvelle-Zélande a mis un point d'honneur à bien finir son tournoi, ce samedi à Durban. Vainqueurs avec autorité de l'Afrique du Sud (57-15), grâce à neuf essais marqués, contre aucun encaissé, les Blacks sont un peu plus entrés dans l'histoire du rugby mondial.
- 2020 :
  - (Cyclisme sur route /Tour d'Italie) : sur la 6e étape du Tour d'Italie qui se déroule entre Castrovillari et Matera, sur une distance de 188 km, victoire du français Arnaud Démare au sprint. Le Portugais João Almeida conserve le maillot rose.

## Naissances

### XIXesiècle
- 1869 :
  - Frank Duryea, constructeur automobile et pilote de courses américain. († 15 février 1967).
- 1875 :
  - Hugh Lawrence Doherty, joueur de tennis britannique. Champion olympique du simple et du double puis médaillé de bronze du double mixte aux Jeux de Paris 1900. Vainqueur des Tournois de Wimbledon 1902, 1903, 1904, 1905 et 1906 puis de l'US open 1903. († 21 août 1929).
- 1878 :
  - Walter Katzenstein, rameur allemand. Champion olympique du quatre avec barreur aux Jeux de Paris 1900. († 9 septembre 1929).
- 1889 :
  - Philippe Thys, cycliste sur route et cyclo-crossman belge. Vainqueur des Tours de France 1913, 1914 et 1920, puis du Tour de Lombardie 1917. († 17 janvier 1971).
- 1899 :
  - René Petit, footballeur français. (2 sélections en équipe de France). († 14 octobre 1989).

### XXesièclede1901à1950
- 1903 :
  - Yves Giraud-Cabantous, pilote de courses automobile français. († 30 mars 1973).
- 1910 :
  - Henri Hiltl footballeur autrichien puis français. (1 sélection avec l'équipe d’Autriche et 2 sélections avec l'équipe de France). († 25 novembre 1982).
  - Ray Lewis, athlète de sprint canadien. Médaillé de bronze du 400 m aux Jeux de Los Angeles. († 15 novembre 2003).
- 1917 :
  - Billy Conn, boxeur américain. Champion du monde poids mi-lourds de boxe de 1939 à 1940. († 29 mai 1993).
- 1919 :
  - Jack McGrath, pilote de courses automobile américain. († 6 novembre 1955).
- 1922 :
  - Nils Liedholm, footballeur puis entraîneur suédois. Champion olympique aux Jeux de Londres 1948. (21 sélections en équipe nationale). († 5 novembre 2007).
- 1927 :
  - Jim Ricca, joueur de foot U.S américain. († 11 février 2007).
- 1928 :
  - Neil Harvey, joueur de cricket australien. (79 sélections en test cricket).
- 1929 :
  - Didi, footballeur puis entraîneur brésilien. Champion du monde de football 1958 et 1962. Vainqueur de la Coupe des clubs champions 1960. (68 sélections en équipe nationale). († 12 mai 2001).
- 1932 :
  - Ray Reardon, joueur de snooker gallois. Champion du monde de snooker 1970, 1973, 1974, 1975, 1976 et 1978 puis du Masters 1976. († 19 juillet 2024).
- 1938 :
  - Fred Stolle, joueur de tennis australien. Vainqueur du tournoi de Roland Garros 1965 et de l'US Open 1966 puis des Coupe Davis 1964, 1965 et 1966. († 5 mars mars 2025).
- 1939 :
  - Giuseppe Beghetto, cycliste sur piste et sur route italien. Champion olympique en tandem aux Jeux de Rome 1960. Champion du monde de cyclisme sur piste de la vitesse individuelle 1965, 1966 et 1968.
- 1946 :
  - Lennox Miller, athlète de sprint jamaïcain puis américain. Médaillé d'argent du 100 m aux Jeux de Mexico 1968 puis médaillé de bronze du 100 m aux Jeux de Munich 1972. († 8 novembre 2004).
- 1947 :
  - Emiel Puttemans, athlète de fond belge. Médaillé d'argent du 10 000 m aux Jeux de Munich 1972. Détenteur du Record du monde du 5 000 m du 20 septembre 1972 au 5 juillet 1977.

### XXesièclede1951à2000
- 1951 :
  - Timo Salonen, pilote de rallye finlandais. Champion du monde des rallyes 1985. (11 victoires en rallye).
- 1954 :
  - Jean Fernandez, footballeur puis entraîneur français. Vainqueur de la Coupe d'Asie des vainqueurs de coupe 1998.
  - Huub Rothengatter, pilote de F1 néerlandais.
- 1955
  - Bill Elliott, pilote de courses automobile américain.
  - Alain Ferté, pilote de courses automobile français.
  - Lotfi Laroussi, footballeur tunisien.
- 1957 :
  - Antonio Cabrini, footballeur puis entraîneur italien. Champion du monde de football 1982. Vainqueur de la Coupe UEFA 1977, de la Coupe d'Europe des vainqueurs de coupe 1984 et de Coupe des clubs champions 1985. (73 sélections en équipe nationale). Sélectionneur de l'Équipe d'Italie de football féminin depuis 2012.
- 1965 :
  - Matt Biondi, nageur américain. Champion olympique du relais 4 × 100 m nage libre aux Jeux de Los Angeles 1984, champion olympique du 50 m, du 100 m, du 4 × 100 m, du 4 × 200 m nage libre et du 4 × 100 m 4 nages, médaillé d'argent du 100 m papillon et de bronze du 200 m nage libre aux Jeux de Séoul 1988 puis champion olympique du 4 × 100 m nage libre et du 4 × 100 m 4 nages puis médaillé d'argent du 50 m nage libre aux Jeux de Barcelone 1992. Champion du monde de natation du 100 m et du relais 4 × 100 m nage libre puis du 4 × 100 m 4 nages 1986 puis 1991.
  - Jean-Pierre Dick, navigateur français. Vainqueur de la Transat Jacques-Vabre 2011.
- 1970 :
  - Mark Buford, basketteur américain.
- 1972 :
  - Stanislav Varga, footballeur tchécoslovaque puis slovaque. (54 sélections avec l'Équipe de Slovaquie).
  - Hamzah Idris, footballeur saoudien. (70 sélections avec l'Équipe d'Arabie saoudite).
- 1974 :
  - Fredrik Modin, hockeyeur sur glace suédois. Champion olympique aux Jeux de Turin 2006. Champion du monde de hockey sur glace 1998.
- 1975 :
  - Tyson Wheeler, basketteur américain.
- 1976 :
  - Galo Blanco, joueur de tennis espagnol.
- 1977 :
  - Anne-Caroline Chausson, VTTiste française. Championne olympique de BMX aux Jeux de Pékin 2008. Championne du monde de la descente VTT 1996, 1997, 1998, 1999 et 2005, championne du monde de la descente et du dual slalom VTT 2000 et 2001 puis championne du monde de la descente et du 4-cross VTT 2002 et 2003.
  - Sylvain Maynier, basketteur français.
  - Milan Vasić, basketteur franco-serbe.
- 1979 :
  - Wilhelm Brenna, sauteur à ski norvégien.
- 1981 :
  - Patrick Pilet, pilote de courses automobile français.
  - Tamara Taylor, joueuse de rugby à XV anglaise. Championne du monde de rugby à XV féminin 2014. (83 sélections en équipe nationale).
- 1982 :
  - Annemiek van Vleuten, cycliste sur route néerlandaise. Championne du monde de cyclisme sur route du contre la montre individuel 2017. Victorieuse des Tours de Belgique féminins 2014 et 2016 puis du Tour des Flandres féminin 2011.
- 1983 :
  - Charlotte de Vos, hockeyeuse sur gazon belge.
- 1985 :
  - Simone Bolelli, joueur de tennis italien.
  - Razak Omotoyossi, footballeur béninois. († 19 août 2025).
- 1986 :
  - Camilla Herrem, handballeuse norvégienne. Championne olympique aux Jeux de Londres 2012 puis médaillée de bronze aux Jeux de Rio 2016. Championne du monde de handball féminin 2011 et 2015. Championne d'Europe de handball féminin 2008, 2010, 2014 et 2016. Victorieuse de la Coupe d'Europe des vainqueurs de coupe de handball féminin 2016. (234 sélections en équipe nationale).
- 1987 :
  - Danielle McCray, basketteuse américaine.
- 1988 :
  - Yousif Mirza, cycliste sur route émirati. Champion d'Asie de cyclisme sur route de la course en ligne 2018.
- 1989 :
  - Florian Lesca, basketteur français.
  - Devereaux Peters, basketteuse américaine.
- 1992 :
  - Elliot Daly, joueur de rugby à XV anglais. (10 sélections en équipe nationale).
  - Viktor Gaddefors, basketteur suédois. (11 sélections en équipe nationale).
  - Terran Petteway, basketteur américain.
  - George Turner, joueur de rugby à XV écossais. (9 sélections en équipe nationale).
- 1993 :
  - Garbiñe Muguruza, joueuse de tennis espagnole. Victorieuse du tournoi de Roland Garros 2016 et du Tournoi de Wimbledon 2017.
- 1994 :
  - Adam Pavlásek, joueur de tennis tchèque.
- 1995 :
  - Grayson Allen, basketteur américain.
  - Thomas Jolmès, joueur de rugby à XV français. (2 sélections en équipe de France).
  - Vincent Sierro, footballeur suisse. (5 sélections en équipe nationale).
- 1996 :
  - Devontae Cacok, basketteur américain.
- 1997 :
  - Gabriel Bordier, athlète de marches français.
  - Josh Kerr, athlète de demi-fond britannique. Médaillé de bronze du 1 500m aux Jeux de Tokyo.
  - Ben White, footballeur anglais.
- 1999 :
  - Michael Cooper, footballeur anglais.
  - Jamie Shackleton, footballeur anglais.

### XXIesiècle
- 2001 :
  - Ibrahim Buhari, footballeur nigérian.
- 2002 :
  - Zheng Qinwen, joueuse de tennis chinoise. Championne olympique du simple aux Jeux de Paris 2024.
- 2003 :
  - Jeremía Recoba, footballeur uruguayen.
  - Mários Tzavídas, footballeur grec.

## Décès

### XXesièclede1951à2000
- 1982 :
  - Philip J. Noel-Baker, 92 ans, athlète de demi-fond puis homme politique britannique. Médaillé d'argent du 1 500 m aux Jeux d'Anvers 1920. (° 1er novembre 1889).
- 1995 :
  - Olavi Salsola, 61 ans, athlète de demi-fond finlandais. Détenteur du record du monde du 1 500 mètres du 11 juillet 1957 au 12 juillet 1957. (° 26 décembre 1933).

### XXIesiècle
- 2001 :
  - Angelo Varetto, 90 ans, sur route italien. (° 10 octobre 1910).
- 2002 :
  - Jacques Richard, 50 ans, hockeyeur sur glace canadien. (° 7 octobre 1952).
- 2004 :
  - Jean Robin, 83 ans, footballeur puis entraîneur français. (° 25 juillet 1921).
- 2006 :
  - Michel Roques, 60 ans, sur route français. (° 20 juillet 1946).
- 2012 :
  - Rafael Lesmes, 85 ans, footballeur espagnol. (1 sélection en équipe nationale). (° 9 novembre 1926).
- 2013 :
  - José Faria, 80 ans, footballeur puis entraîneur brésilien. Sélectionneur de l'Équipe du Maroc de 1983 à 1988. (° 26 avril 1933).
- 2016 :
  - Guillaume Bieganski, 83 ans, footballeur français. (9 sélections en équipe de France). (° 3 novembre 1932).
- 2022 :
  - Gerben Karstens, 80 ans, cycliste sur route néerlandais. Champion olympique du contre la montre par équipes aux Jeux de Tokyo 1964. (° 14 janvier 1942).